# Thibault Lamarque
Thibault Lamarque est un entrepreneur français. Il est le fondateur et président de la société Castalie.

## Biographie

### Jeunesse et formation
Thibault Lamarque grandit à Boulogne-Billancourt, dans les Hauts-de-Seine. Il présente dès l’enfance un intérêt pour la protection de l’environnement. Il étudie ensuite les affaires internationales à l’université Paris-Dauphine, où il décroche un DESS et écrit un mémoire sur l’accès à l’eau dans les pays en développement, en particulier au Maroc.

### Carrière
Il commence sa carrière en faisant un VIE chez Veolia en Australie puis comme auditeur interne chez Veolia Environnement avant de devenir directeur financier d’Alter Eco, une entreprise spécialisée dans la vente de produits bio et issus du commerce équitable, fondée par Tristan Lecomte.
En 2011, Thibault Lamarque s'engage dans la lutte contre l'utilisation de bouteilles en plastique, selon lui une « aberration écologique et économique ». Il crée alors Castalie, une entreprise proposant à la location, d’abord dans le secteur de l'hôtellerie-restauration puis dans tout le secteur privé et public, une fontaine à eau qui microfiltre l’eau du réseau, permettant ainsi d’en supprimer le chlore, les particules, les métaux lourds et d’avoir une eau neutre en goût, tempérée ou fraîche, plate ou pétillante.

### Autres activités
Thibault Lamarque a également une activité de business angel et investit à titre personnel dans des startups à impact. Il a ainsi une dizaine de participations dans des sociétés dont les missions vont du handicap à l'alimentation animale bas carbone. Parmi celles-ci il y a moka.care, une start-up française spécialisée dans le bien-être au travail ou auum, une entreprise proposant une machine de nettoyage rapide de verres, qui se veut une alternative écologique aux gobelets en plastique.
Il participe régulièrement à des tribunes en lien avec l'activité de Castalie. Il en publie par exemple une en juin 2019 dans Le Parisien, où il appelle les pouvoirs publics à lancer une campagne nationale de sensibilisation sur le plastique et les limites du recyclage. En novembre, il co-signe, notamment aux côtés de François Gabart et Marie Tabarly, une tribune dans le Journal du Dimanche appelant à mettre fin à la folie des bouteilles en plastique. En 2024, il participe à une nouvelle tribune dans L’Opinion constatant que la loi Agec n’a pas été suivie d’effets, la consommation d’eau en bouteille ayant augmenté depuis sa promulgation.
Thibault Lamarque a lancé en 2021 un podcast, La Relève, dans lequel il reçoit des acteurs de la transition écologique et de l'économie verte. Il est également l'auteur, en 2023, de L'humanité a soif et les baleines boivent la tasse, un essai sur la protection de l'eau. Il y aborde la question de sa surconsommation mondiale ou de la pollution marine et propose des solutions à ces enjeux.

## Distinction
- Chevalier de l'ordre national du Mérite[11] (2021)